# (2064) Thomsen
(2064) Thomsen es un asteroide perteneciente al grupo de los asteroides que cruzan la órbita de Marte descubierto por Liisi Oterma el 8 de septiembre de 1942 desde el Observatorio de Iso-Heikkilä, en Turku, Finlandia.

## Designación y nombre
Thomsen se designó al principio como 1942 RQ.
Más tarde fue nombrado en honor del astrónomo neozelandés Ivan Leslie Thomsen (1910-1969).

## Características orbitales
Thomsen orbita a una distancia media del Sol de 2,18 ua, pudiendo acercarse hasta 1,462 ua y alejarse hasta 2,898 ua. Tiene una excentricidad de 0,3294 y una inclinación orbital de 5,698 grados. Emplea 1176 días en completar una órbita alrededor del Sol.

## Características físicas
La magnitud absoluta de Thomsen es 12,5. Tiene 13,61 km de diámetro y un periodo de rotación de 4,233 horas. Se estima su albedo en 0,0549. Thomsen está asignado al tipo espectral S de la clasificación SMASSII.